# TV3CAT
TV3CAT е телевизионен канал от автономна област Каталония, Испания. Стартира през 1995 г. Той е собственост на обществената Телевизия на Каталония (TVC). Седалището му е разположено в град Сант Жоан Деспи, провинция Барселона, автономна област Каталония. TV3CAT е международен канал на Телевизията на Каталония, принадлежащ на Corporació Catalana de Mitjans Audiovisuals (CCMA). Излъчва чрез сателитите Astra в Европа, и Hispasat в Европа и Америка.

## История
Каналът стартира излъчване в неделя на 10 септември 1995 г. под името TVC Satèl·lit. На 1 май 2012 г. спира сателитните си излъчвания и популяризира предаванията си чрез интернет, по кабел и мрежите на ADSL в Испания. До 28 май 2009 г. се нарича TVCi (Televisió de Catalunya Internacional).

## Логотипи
- Лого на TVC Satèl·lit между 1995 и 1998 г.
- Лого на TVC International между 1997 и 2001 г.
- Лого на Международния канал на Телевизията на Каналония от 2009 г.
- Лого на канала TVC SAT от 1997 до 2003 г.